# الدولة الخلجية
الدولة الخلجية (613 هـ/1215م) دولة قامت في الهند، حكامها من الأفغان. وقد قامت على أنقاض "الدولة الغورية (المملوكية).
الخلجيون أصلهم من  الأفغانيين، وكانوا أسرة محاربة، ظهر أمرها من أيام الغزنويين، ويرى بعض المؤرخين أنهم ينتسبون إلى قليج خان أحد أصهار جنكيز خان نزل بجبال الغور بعد هزيمة خوارزم شاه ، وحرف اسمه بعد ذلك إلى "خلج"، وعرف ورثته بـ الخلجيون، واندمجوا في الحياة في أفغانستان، واعتنقوا الإسلام في عهد سلاطين الدولة الغزنوية ، وضم الجيش الغزنوي فرقًا منهم أسهمت في فتح الهند.
وظهر أمرهم منذ أيام الدولة الغورية ، وازداد نفوذهم في عهد المماليك، وتولوا حكم إقليم البنغال، ونهضوا بالوظائف الكبرى في الدولة.
بعد وفاة غياث الدين بلبن تولى حفيدة كيقباد الحكم، وكان شابًا لاهيًا منصرفًا عن إدارة الدولة، وهو ما أطمع الخلجيين في الإطاحة بنظام الحكم في دلهي ، فجمعوا أمرهم تحت قيادة زعيمهم فيروز، ودخلوا دلهي، وأسقطوا حكم بيت غياث الدين بلبن، وأعلن فيروز نفسه سلطانًا، ولقب نفسه بـ "جلال الدين"، وذلك في الثاني جمادى الآخرة 689هـ - 13 من يونيو 1290م.
قد تولى علاء الدين الخلجي بعد فيروز شاه وفي عهده استقرت الأمور له وبدأ يتجه لشؤون الدولة الحربية، ويعنى بالنواحي الاجتماعية، وكان سلطانًا قويًا طموحًا، نجح في دفع الخطر المغولي عن بلاده، وقاد جنده في فتوحات متصلة، حتى أظلت راية الإسلام شبه القارة الهندية كلها لأول مرة في التاريخ.
سقطت الدولة الخلجية عندما قام القائد خسرو خان بالاستيلاء على عرش سلطنة دلهي بعد أن قام بقتل السُلطان الخلجي الأخير قطب الدين الخلجي في سنة 720 هـ/1321م وأنهى بهذا حُكم الأسرة الخلجية. وقد كان خسرو هندوسي يدعى الإسلام. فاستغاث أشراف دلهي بغياث الدين تغلق فقدم الأخير إلى دلهي وقتل خسرو خان في شهر شعبان سنة 721 هـ/1321م بعد أن حكم أكثر من خمسة أشهر. وبذلك انتقلت سلطنة دلهي إلى حكم آل تغلق .

## قائمة الحكام الخلجيين
- جلال الدين خلجي فيروز شاه بن يغرش .
- علاء الدين محمد شاه علي كارشسب بن مسعود بن يغرش
- شهاب الدبن عمر شاه بن محمد شاه
- قطب الدين مبارك شاه بن محمد شاه